# Odygdens belöning
Odygdens belöning är en svensk svartvit komedifilm från 1937 i regi av Gideon Wahlberg.
Filmen hade Sverigepremiär den 30 juli 1937 i Stockholm. Den bygger på den franska pjäsen Bichon.

## Handling
Den koleriske direktören Åke Wallensjö hamnar i bråk med i stort sett allt och alla; sin dotter, sin son och sin fru. Hans dotter Maj vill gifta sig med bokhållaren Gunnar, men det vill inte Åke. Och för att få faderns tillåtelse lånar Maj och Gunnar en bebis och låtsas att det är deras i tron om att fadern ska acceptera deras partnerskap.

## Rollista
- Thor Modéen - direktör Åke Wallensjö
- Agda Helin - fru Wallensjö
- Sally Palmblad - Maj Wallensjö
- Åke Jensen - Rickard Wallensjö
- Nils Ericson - Gunnar Ristell, bokhållare
- Margit Andelius - Elsa Dahl
- Nils Wahlbom - ingenjör Richard Molin
- Elof Ahrle - Karl Borg, inkasserare
- Rut Holm - kassörska[4]

## Utgåvor
Filmen gavs ut på DVD 2014.